# Chammes

Chammes este o comună în departamentul Mayenne, Franța. În 2009 avea o populație de 333 de locuitori.